# Microdus acutidentatus
Microdus acutidentatus là một loài rêu trong họ Dicranaceae. Loài này được Tixier mô tả khoa học đầu tiên năm 1966.